# Mijn pad
Mijn pad is het debuutalbum van de Nederlandse rapper Yes-R.

## Tracklist
| 1.                 | Intro                                            | 01:14 |
| 2.                 | Mijn pad                                         | 04:10 |
| 3.                 | Daaro (met Brace)                                | 03:31 |
| 4.                 | Mammie (met Brace)                               | 03:47 |
| 5.                 | Wat was de reden?                                | 02:55 |
| 6.                 | Tienermoeders (met Negativ en Brainpower)        | 04:40 |
| 7.                 | Waar wil je heen?                                | 03:51 |
| 8.                 | Fissa (met Derenzo)                              | 03:08 |
| 9.                 | Actueel vandaag (met Riza en Ninthe)             | 03:32 |
| 10.                | Vragenlijst (met Derenzo)                        | 03:43 |
| 11.                | Van de straat naar de top                        | 03:57 |
| 12.                | Rollen met ons (met Soesi B en Sunwoofer)        | 04:16 |
| 13.                | Shit in de disco                                 | 03:12 |
| 14.                | Drie musketiers (met Lady Di en Ali B)           | 03:37 |
| 15.                | Geen Amerika (met Mi-Jezz en Soesi B)            | 03:44 |
| 16.                | Bedankt (met Typhoon)                            | 04:27 |
| 17.                | Leipe Mocro Flavour (Remix - met Ali B en Brace) | 03:11 |
| Totale duur: 60:54 |                                                  |       |

## Crew
- Yes-R - vocalen
- DJ Chief - scratches (1, 12)
- Big2 - productie (2)
- Brace - zang (4, 17)
- Ali B - productie (4, 8, 11), vocalen (14, 17)
- Reverse - productie (5)
- Negativ - vocalen (6)
- Brainpower - vocalen (6)
- Giorgio Tuinfort - productie (6, 16)
- Nav - productie (7)
- Derenzo - vocalen (8, 10)
- Soesi B - vocalen (12, 15), zang (15)
- Sunwoofer - gitaren (12), bas (12), drums (12)
- Beatkidz - productie (13, 14)
- Lady Di - vocalen (14)
- Mi-Jezz - vocalen (15)
- Typhoon - vocalen (16)
- Kayaman - productie (1, 3, 8, 15)
- Willem Bloem - productie (4, 5, 8, 11, 12, 14)

## Singles
- Leipe mocro flavour
- Fissa
- Mijn pad
- Mammie